# Бетола
Бѐтола (на италиански: Bettola, на местен диалект la Bëtla, ла Бетъла) е малко градче и община в северна Италия, провинция Пиаченца, регион Емилия-Романя. Разположено е на 329 m надморска височина. Населението на общината е 3024 души (към 2010 г.).